# Giovanni Antonio Giobert
Giovanni Antonio Giobert ( Mongardino, 27 de outubro de  1761 – Turim, 14 de setembro de  1834) foi um químico italiano.
Iniciou suas atividades na "Sociedade Agrária Real de Turim". Em 1789, entrou como membro na "Academia de Ciências de Turim". Foi um dos primeiros a difundir na Itália a teoria de Lavoisier.  Contribuiu de maneira significativa no desenvolvimento da eudiometria, que é o  estudo da composição dos gases. 
Foi membro de uma organização de Torinos que apoiavam as teorias de Luigi Galvani contra aquelas de  Alessandro Volta.
Em 1801, com o advento do domínio napoleônico, assumiu como professor a cadeira de economia rural e, 1802, a de  química e mineralogia  na Universidade de Turim, preocupando-se principalmente com a química agrícola.

## Obras
- "Des eaux sulphureuses et thermales de Vaudier" 1793, com a participação de Giovanni Battista Balbis (1765-1831).
- "Traité sur le Pastel et l'Extraction de son Índigo"  (1813).